# Sihopur
Sihopur is een bestuurslaag in het regentschap Tapanuli Selatan van de provincie Noord-Sumatra, Indonesië. Sihopur telt 298 inwoners (volkstelling 2010).